# 増田眞一
増田 眞一（ますだ みちかず、選挙時の通名：マスダシン一、1923年〈大正12年〉 - 2000年〈平成12年〉6月3日）は、日本の実業家、政治活動家（政事公団太平会同人）。

## 人物
京都府舞鶴市出身。同志社大学法学部在学中に学徒出陣で応召。熊谷陸軍飛行学校特操2期生を経て、知覧特攻基地神鷲隊に配属される。1945年8月10日、ウィリアム・ハルゼー率いる米海軍機動部隊に向け出撃したが、天候不良と搭乗機の不調で突入に失敗、帰投。そのまま終戦を迎えた。
戦後復学して同大学院で田村徳治教授の薫陶を受け、皇国史観を保持しつつ労農運動に目覚める。その後地元で旅館、青年の家、マリーナ等経営の傍ら反基地闘争・反公害運動を行い、政治団体『政事公団太平会』を組織。1970年代より京都市長選挙を始め、各種国政選挙に頻繁に立候補し始めた。
選挙公報は手書きの小文字で判読し難いほどに埋め尽くされ、政見放送に於いては白髭を蓄えた風貌に飛行服姿で「天皇陛下は神様です」と唱えて合掌しながら、特攻隊の経験を語り、再軍備反対・反戦・平和・理想選挙・遷都・天皇親政の実現などを訴えたが、立候補したすべての選挙で下位落選し、供託金を没収された。
2000年6月3日、中央自動車道で運転していたライトバンがトラックに衝突し死亡。

## 選挙歴
- 1971年 京都市長選挙　政事公団太平会公認　594票（5人中5位）　得票率0.10%　落選　供託金没収
- 1974年 京都府知事選挙　無所属　1,434票（6人中5位）　得票率0.14%　落選　供託金没収
- 1975年 京都市長選挙　政事公団太平会公認　7,877票（3人中2位）　得票率4.00%　落選　供託金没収
- 1976年 第34回衆議院議員総選挙　旧京都府第2区　政事公団太平会公認　2,189票（7人中7位）　得票率0.31%　落選　供託金没収
- 1983年 第37回衆議院議員総選挙　旧東京都第8区　政事公団太平会公認　179票（6人中6位）　得票率0.08%　落選　供託金没収
- 1989年 第15回参議院議員通常選挙　比例代表区　政事公団太平会　15,872票（38団体中36位）　得票率0.03%　全員落選　供託金没収
- 1991年 東京都知事選挙　政事公団太平会公認　740票（16人中15位）　得票率0.02%　落選　供託金没収
- 1992年 第16回参議院議員通常選挙　比例代表区　政事公団太平会　11,757票（50団体中48位）　得票率0.03%　全員落選　供託金没収
- 1996年 第41回衆議院議員総選挙　愛知県第6区　政事公団太平会公認　450票（8人中8位）　得票率0.01%　落選　供託金没収
- 1998年 第18回参議院議員通常選挙　愛知県選挙区　政事公団太平会公認　3,385票（16人中16位）　得票率0.12%　落選　供託金没収
- 1998年 舞鶴市議会議員選挙　政事公団太平会公認　169票（37人中37位）　得票率0.31%　落選　供託金没収